# Weidewasplaat
De weidewasplaat (Cuphophyllus pratensis) is een plaatjeszwam uit de familie Hygrophoraceae. De zwam groeit op schrale en onbemeste graslanden.

## Kenmerken
Hoed
De hoed heeft een diameter van 3 tot 10 cm en is zalmkleurig tot oranje-bleekgeel. Later wordt de hoed beige. De vorm is gebold, klokvormig tot uitgespreid. De oppervlakte is vlak en soms vettig en doorschijnend gestreept.
Lamellen
De lamellen zijn wasachtig, beige tot bleek oranje van kleur en staan ver uit elkaar. De lamellen hebben tussenschotjes tegen de hoed en lopen langs de steel naar beneden.
Steel
De steel is glad, cilindrisch of taps toelopend naar de basis. De kleur is wittig tot bleek oranje. De lengte is ongeveer 3-6 cm en de dikte 6 tot 12 mm. Het vlees is hetzelfde van kleur als de steel. 
Sporenprint
De sporenprint is wit tot crème wit.
Sporen
De sporen zijn ellipsvormig, glad, inamyloïde en meten 6-7 × 4-5 μm.

## Verspreiding
De soort komt voor in Europa, Noord-Afrika, Noord- en Zuid-Amerika, Noord-Azië, Australië en Nieuw-Zeeland. In Nederland komt de paddenstoel vrij algemeen voor. Hij kan worden waargenomen in de maanden september t/m november. Hij staat op de rode lijst (2004) in de categorie 'bedreigd'.

## Eetbaarheid
De hoed is eetbaar. In sommige landen is hij te koop op de lokale markt.

## Taxonomie
De soort is voor het eerst beschreven in 1774 door de Duitse mycoloog en botanicus Jacob Christian Schäffer als Agaricus pratensis. Na een aantal omzwervingen werd hij in 1914 ingedeeld bij het geslacht Hygrocybe. Aan de hand van een moleculaire studie in 2011 werd de Weidewasplaat teruggezet in het geslacht Cuphophyllus waar hij hiervoor toe behoorde.

## Foto's

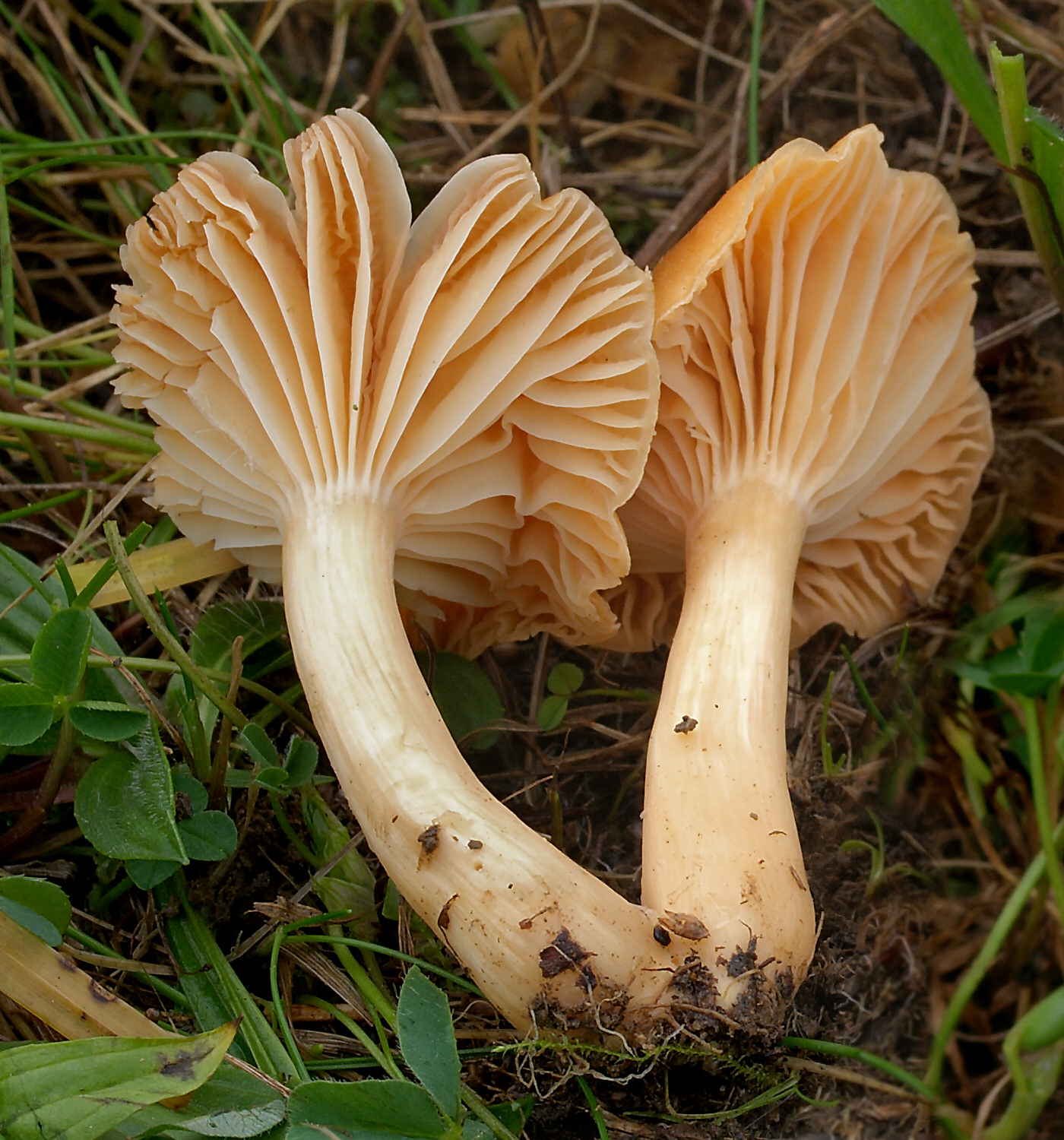
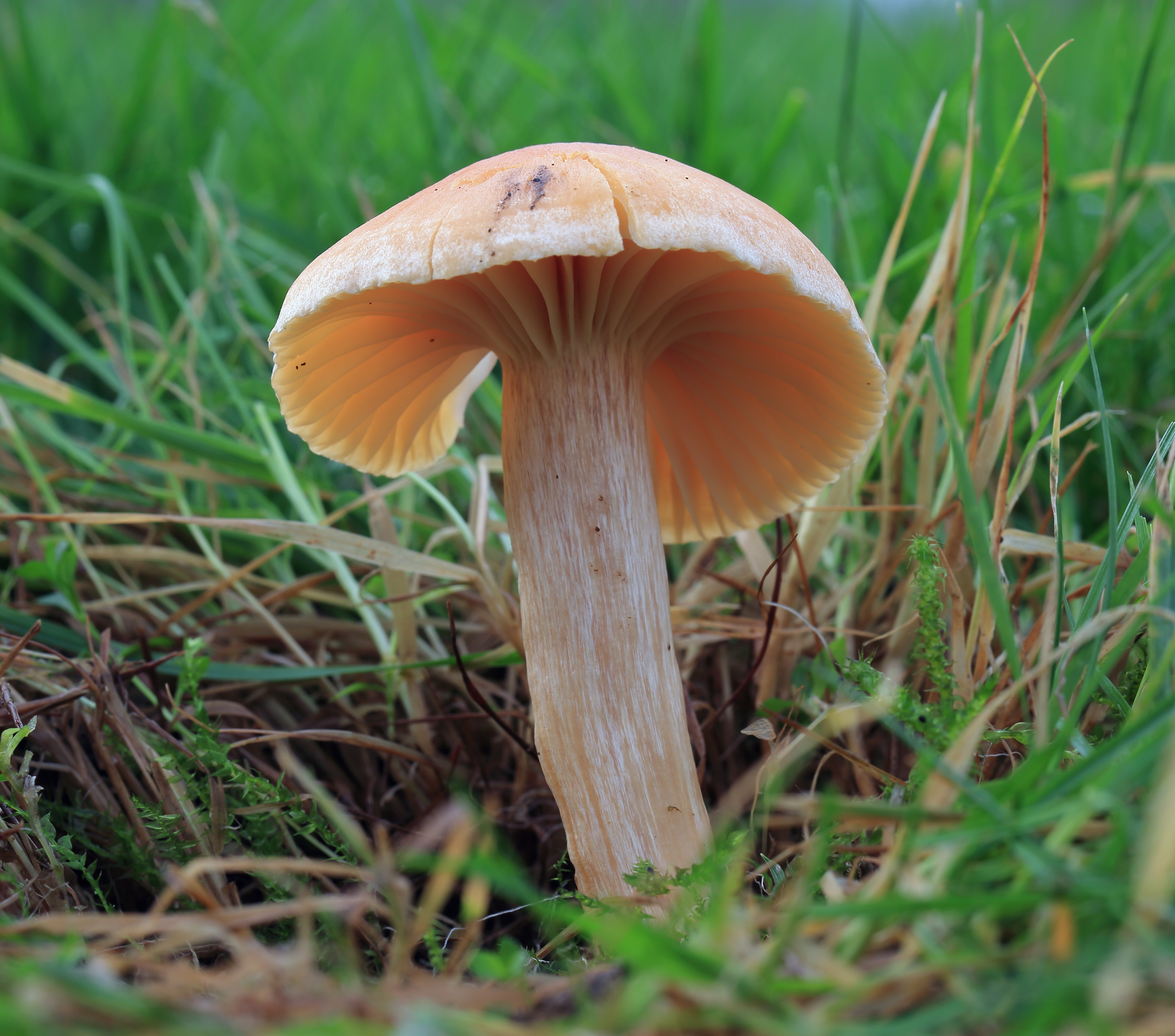
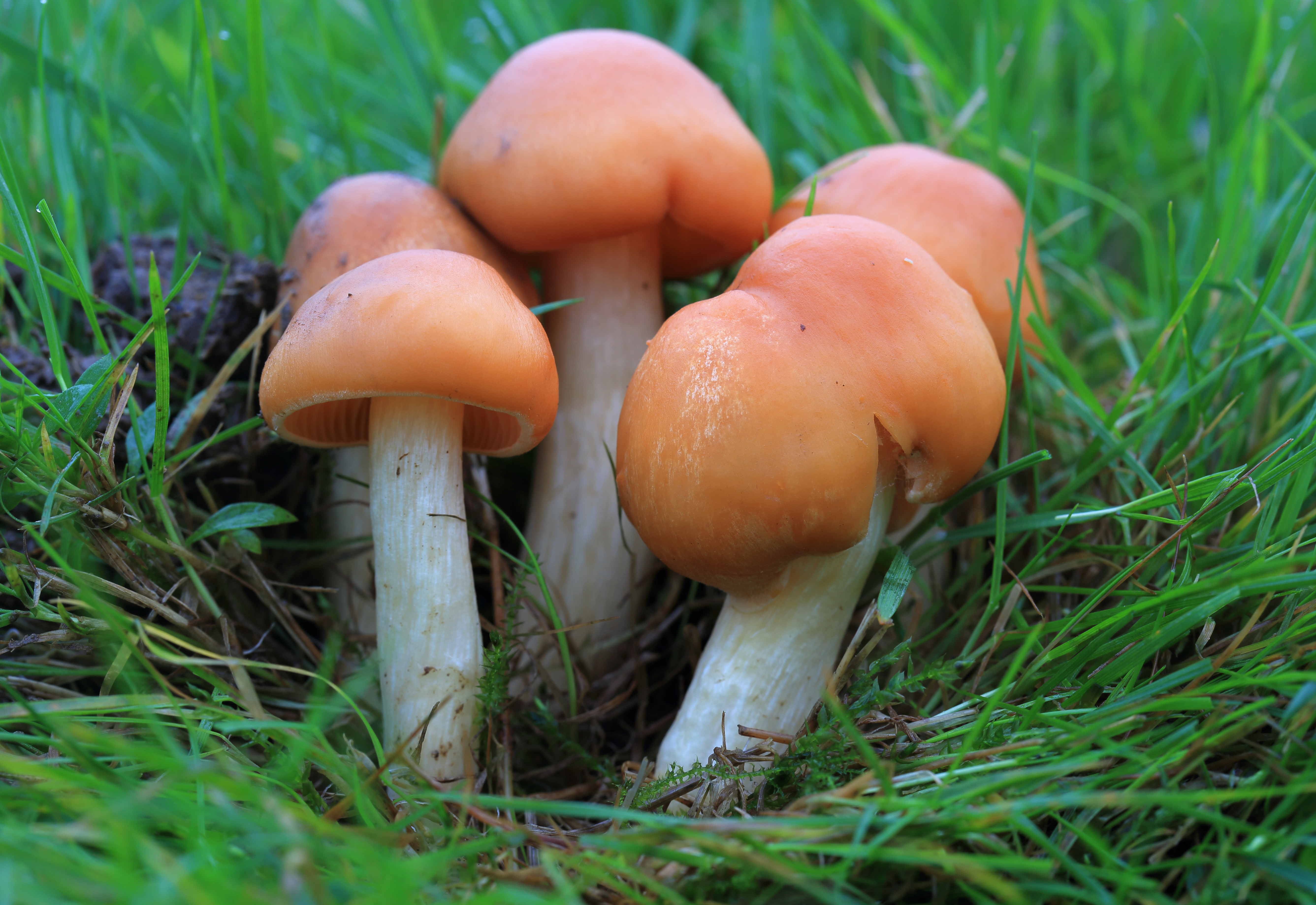